# Плишана играчка
Плишане играчке су играчке сашивене од платна, плиша или других текстила, а пуњене су сламом, пасуљем, пластичним куглицама, памуком, синтетичким влакнима или другим сличним материјалима. Плишане играчке су познате по спољашњем материјалу који се користи. 
Плишане играчке се производе у више различитих облика, често подсећају на животиње, легендарна створења, ликове из цртаних филмова или неживе објекте. Обично се користе за декорисање објеката, приказивање или прикупљање, често се купују и за поклон, као што је дипломирање, Дан заљубљених или прослава рођендана.

## Историја и типови
Први комерцијални интерес за стварање плишаних играчака показала је немачка компанија  1880. године. Ова компанија је користила нове технологије за тапацирање како би произвели плишане играчке. Године 1903. Ричард је дизајнирао меког медведа који се разликовао од дотадашњих лутки које су прављене од крпа, јер је био направљен од плишане тканине. У исто време у САД, Морис М. је створио првог меду, након што га је инспирисао цртеж Теодора Теди Рузвелта са младунчетом медведа. Лик Петар Зец енглеског аутора Б. Потера, била је прва плишана играчка која је патентирана 1903. године. 
Чарапа мајмуни (енгл. Sock Monkeys) су ручно пуњени мајмуни, направљени од чарапа, који су се први пут појавили за време Велике депресије. Амигуруми (енгл. Amigurumi) је јапански тип плетених и хекланих пуњених играчака. Оне су обилно направљене да изгледају умиљато, са већим главама и мањим екстремитетима. Почев од 2003. године, они се прикупљају и продају на занатским сајтовима.
Постоји много брендова плишаних играчака, укључујући и Беани Бебе, линија пуњених животиња, које се производе од 1993. Неколико маркетинг стратегија, као што је одржавање ниских цена, уводећи широк спектар производа, дајући им имена, рођендане, личности, и пензионисања појединих играчака после неког времена (дајуђи им тако колекционарску вредност) створиле су их веома популарним након што су уведене у продају.
Неколико брендова елекстронских и електроснких плишаних играчака биле се тренд када су први пут пуштене у продају. Ово укључује Tickle Me Elmo, плишана играчка која је смејала и тресла на основу карактера Елмо из Сезам Улице (Sesame Street) телевизијске емисије, појавила се 1996. Фурби – роботска плишана играчка која говори сопственим језиком, појавила се 1998, и ЏуЏу Кућни Љубимци, линија роботизованих плишаних хрчака појавила се 2009. Сличан концепт и данас примењују други произвођачи, као што је на пример Плаш Тојс Кинг (Plush Toys King).
Вебкинз (Webkinz) плишане животиње животиње су створене од стране Ганца (Ganz) 2005. године. Свака Вебкинз играчка долази са јединственим „тајним кодом“, који омогућава приступ Вебкинз Свет сајту и виртуалној верзији играчака за онлајн игру. Дизнијев клуб Пингвин и Сагради-Медвед-Град радионице су други онлајн светови са садржајем који се могу откључати из кодова који се налазе на плишаним играчкама.